# Тацио Нуволари
Тацио Джорджо Нуволари (на италиански: Tazio Giorgio Nuvolari) е бивш италиански автомобилен и мотоциклетен състезател.
Любимец на италианските почитатели на бързите скорости, които галено го наричат „Нивиола“.
| „               | Най-великият пилот който е имало, има и ще има | “ |
| Фердинанд Порше |                                                |   |

## Ранни години
Роден е в Кастел Дарио близо до Мантуа, Италия на 16 ноември 1892 година. Той е четвъртият син на Артуро Нуволари (фермер – 1863 – 1938) и Елиза Дзордзи (домакиня – 1864 – 1943).
Тацио бил много жизнено и активно дете. Семейството винаги било запалено по колоезденето. Бащата бил отличен колоездач, а чичо му, Джузепе, бил местният шампион, печелейки няколко пъти Италианския Национален шампионат. Той бил идол за Тацио и младежа всячески му подражавал.
На 5 септември 1904 година младият Тацио за първи път гледа състезание с автомобили – състезанието за „Обиколката на Бреша“. В него участват големи имена от световния мотоспорт – Винченцо Ланчия, Назаро, Дюрай. Страстта към автомобилите и изобщо всичко, задвижвано с двигател, пламва в душата на младия италианец.
През 1904 и 1905 година се случват две важни неща в живота му. Първо чичо му Джузепе му дава да покара мотоциклет. След това една нощ, запалва колата на баща си, без разрешение и кара цяла нощ. По късно казва: „... Аз бях на 13 години, колко бързо да съм карал? Ами с около 30 км/час, не повече...“.
Получава състезателен лиценз за мотоциклетни състезания през 1915 година, когато е на 23 години, но скоро след това е призован в армията като шофьор, тъй като Италия провежда мобилизация поради влизането в Първата световна война.
През 1917 година се оженва за Каролина Перина в цивилна церемония (без църковен брак), нещо скандално в ония времена.

## Кариера
През 1919 година започва да се състезава с мотоциклети, печелейки много международни състезания и две титли на Италия.
Състезава се до 1930 година, когато окончателно спира да се състезава „на две колела“ и преминава завинаги в автомобилния спорт.
С кола „Кирибири“ провежда първите си опити зад волана на състезателен автомобил.
Дебютира на пистата в Монца с „Алфа Ромео“, на 1 септември 1925 година. Пилотира доста добре, но излита на един от завоите, смазвайки болида. Това го разделя за 4 години с Алфа Ромео.
След грешката на Монца, получава втори шанс да се състезава след едва 2 години, в състезание Миле Миля, където участва с кола „Бианки“. Заема 10-о място.
През 1927 година отново от „Алфа Ромео“ му гласуват доверие и той е зад волана на техния болид на пистата „Монтенеро“, класирайки се втори.
Започва бляскавата кариера на Тацио Нуволари, където и да отиде, където и да се състезава, жъне успех след успех.
Уникалният стил на управление на Нуволари го правят един от най-атрактивните пилоти не само за своето време, но и в годините, през които вече не управлява състезателен автомобил. Той се бори от началото до края на всяко състезание с жар, независимо колко се е откъснал пред следващите го. Изключителното му вземане на завоите все още остава в аналите на автомобилния спорт.
Нуволари умира на 11 август 1953 година в тежки страдания и парализиран след получен мозъчен удар. Погребан е в състезателния си гащеризон.

## Големите победи
- Голяма награда на Белгия 1933
- Голяма награда на Белград 1939
- Голяма награда на Великобритания 1938
- Купа „Ачербо“ 1932
- Купа „Чиано“ 1931, 1932, 1933, 1935, 1936
- Ейфелренен 1933
- Голяма награда на Франция 1932
- Голяма награда на Германия 1935
- Голяма награда d'Albigeois 1946
- Голяма награда на Ница 1933, 1935
- Голяма награда на Дю По 1934
- Голяма награда на Неапол 1934
- Голяма награда дел Валентино 1935
- Голяма награда на Модена 1934, 1935, 1936
- Голяма награда на Унгария 1936
- Голяма награда на Италия 1932, 1938
- Миле Миля 1930, 1933
- Голяма награда на Монако 1932
- Голяма награда Пеня Рин 1936
- Targa Florio 1931, 1932
- Голяма награда на Триполи 1928
- Купа „Вандербилд“ 1936